# Otto Schweda
Otto Schweda (* 16. Jänner 1919 in Wien; † 7. Juli 2011 ebenda) war ein österreichischer Politiker (SPÖ). Schweda war Amtsführender Stadtrat in Wien, Zweiter Präsident des Wiener Landtages und Mitglied des Bundesrates.

## Leben
Schweda, geboren 1919 in Wien, besuchte von 1925 bis 1929 die Volksschule und im Anschluss bis 1933 die Hauptschule. Er wechselte in der Folge an eine Handelsakademie, an der er 1937 maturierte. Schweda trat 1945 in den Dienst der Stadt Wien und wurde 1950 dem Städtebund zugeteilt. Zwischen 1952 und 1958 arbeitete Schweda als Redakteur für die „Österreichische Gemeinde-Zeitung“ und war ab 1959 Sekretär des Österreichischen Städtebundes. 1962 stieg Schweda zum Generalsekretär des Städtebundes auf, eine Funktion, die er bis 1981 ausübte.
Schweda war zwischen dem 11. Dezember 1964 und dem 14. Dezember 1970 Mitglied des Bundesrates. Er wechselte am 18. Dezember 1970 für Julius Fischer in den Wiener Landtag und Gemeinderat und war zudem vom 21. Dezember 1970 bis zum 23. November 1973 Amtsführender Stadtrat für das Finanzwesen. Schweda wurde am 23. November 1973 zum Zweiten Landtagspräsidenten gewählt und wechselte am 8. Oktober 1978 auf das Amt des Dritten Landtagspräsidenten. Schweda legte seine Funktion als Landtagspräsident am 27. Mai 1983 zurück und schied mit dem 24. April 1983. Während seiner aktiven politischen Karriere war Schweda zudem Mitglied des Bezirksvorstandes der SPÖ Meidling gewesen.
Schweda wurde am Wiener Südwestfriedhof in einem ehrenhalber gewidmeten Grab (Gruppe 64, Reihe 18, Nummer 13) bestattet.

## Auszeichnungen
- Großes Goldenes Ehrenzeichen für Verdienste um das Land Wien